# Joseph Clark
Joseph Sill Clark, Sr (Germantown (Filadélfia), 30 de novembro de 1861 - 14 de abril de 1956) foi um tenista amador estadunidense. Foi campeão dos torneios iniciais universitários estadunidenses. 